# 689
Năm 689 là một năm trong lịch Julius.